# Casa de Hortelano
La casa de Hortelano o palacio de Hortelano es un palacete de estilo ecléctico de principios del siglo XX obra del arquitecto Daniel Rubio situado en la ciudad española de Albacete. La obra arquitectónica es sede del Museo de la Cuchillería de Albacete.

## Historia
En 1912 Joaquín Hortelano encargó al arquitecto municipal Daniel Rubio la remodelación del edificio en el que vivía con el fin de albergar la sede de la compañía de seguros Banco Vitalicio de España. 
En los años 80 del siglo XX el Ayuntamiento de Albacete adquirió el inmueble pasando a formar parte de su patrimonio arquitectónico. 
Desde entonces ha albergado numerosas infraestructuras de la capital, como el Consejo Social de la Universidad de Castilla-La Mancha, la sede de la Policía Local de Albacete y la Gerencia de Urbanismo del Ayuntamiento de Albacete, hasta que, desde 2004, alberga la sede del Museo de la Cuchillería de Albacete.

## Arquitectura

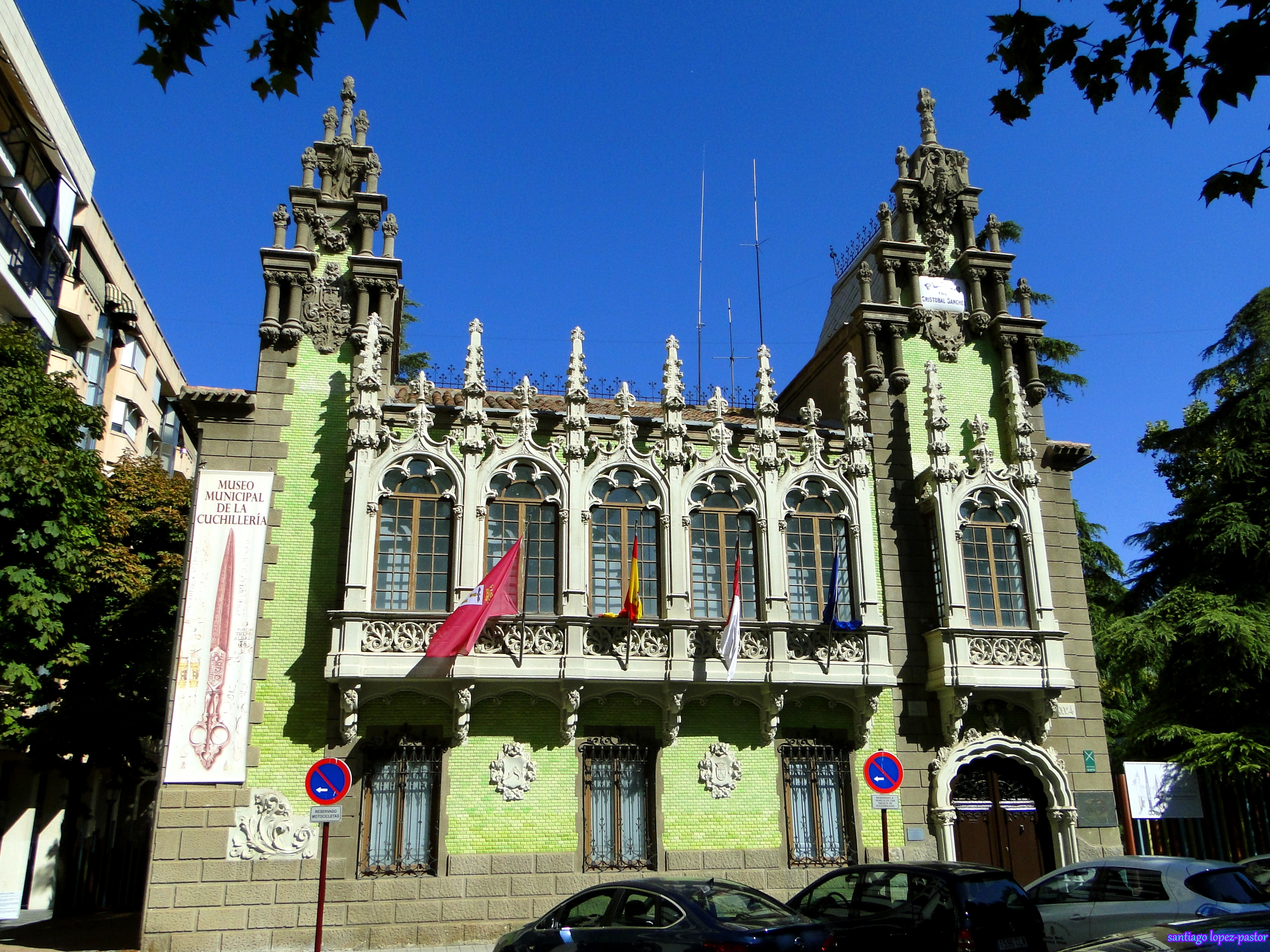
Fachada principal del palacete en la plaza de la Catedral

El edificio, de estilo ecléctico-modernista, posee una fachada de color verde con azulejos vitrificados, pináculos neogóticos y ventanales palaciegos.